# Алкснис, Ян Янович
Ян Я́нович А́лкснис (латыш. Jānis Alksnis; 2 октября 1895, Валмиера — 22 декабря 1943, Устьвымлаг) — советский военный деятель, профессор, военный теоретик, специалист по вопросам мобилизации, комдив (1935).

## Гражданская война
Родился 2 октября 1895 года в Вольмаре Лифляндской губернии. Получил образование в Вольмарской учительской семинарии.
Член РСДРП с 1913 года.
В Первую мировую войну — прапорщик, временно исполнял должность адъютанта полка.
В РККА с апреля 1918 года. Первоначально служил в военкомате Москвы: начальник Маршевого отряда при военкомате, затем вторую половину 1918 года — заведующий инструкторским отделом, затем член коллегии мобилизационного отдела.
В 1919 году был командирован на Западный фронт на должность младшего помощника начальника штаба Двинского укрепрайона, где прослужил два месяца. Воевал также в составе 2-й Конной армии на Юго-Западном и Южном фронтах: помощником начальника штаба бригады, затем начальником разведотдела штаба 2-й Конной, затем начальником штаба Отдельной кавалерийской бригады.

## Межвоенный период
В 1921 окончил Военную академию РККА. С 11 декабря 1921 года — начальник мобилизационного управления штаба ПВО, реорганизованного 1 сентября 1922 года в отдел штаба ПВО (при этом Алкснис остался начальником отдела). В 1928 году возглавлял Управление по войсковой мобилизации и укомплектованию Главного Управления РККА. В 1930-х — начальник 9-го Управления Штаба РККА. 26 ноября 1935 года ему было присвоено звание комдива. В 1936 году возглавил кафедру подготовки страны к обороне только что образованной Академии Генерального штаба РККА. В 20-30-е годы вышел ряд статей и научно-исследовательских трудов Алксниса, посвящённых теории и практике войсковой мобилизации.

## Арест и смерть
В ходе репрессий в Красной Армии был арестован 17 сентября 1938 года. Обвинялся по статьям 58-1"б", 58-8 и 58-11 УК РСФСР. В ходе предварительного следствия вины не признал. В качестве одного из пунктов обвинительного заключения, составленного следователями, фигурировало «протаскивание троцкистских пораженческих взглядов в преподавательской работе по кафедре подготовки страны к обороне и в литературных трудах», основанное на выводах экспертной комиссии, рецензировавшей труды Алксниса, и свидетельских показаниях ряда лиц, в том числе И. Т. Шлёмина. По оценке комиссии, печатные работы Алксниса имели «ряд политически неверных, вредных положений». Сам Алкснис эти обвинения также отверг и заявил, что комиссия недопонимает его труды.
28 апреля 1939 года Алкснис предстал перед судом ВКВС. На суде от также не признал своей вины, а по поводу своих научных трудов заявил, что хотя они несколько устарели, но вредными не являются. ВКВС осудила Алксниса к 15 годам ИТЛ.
Алкснис подал кассационную жалобу, рассмотренную Пленумом Верховного Суда СССР. Его решением от 4 апреля 1940 года приговор был отменён, а дело направлено на новое расследование со стадии предварительного следствия. 26 ноября 1940 года состоялся новый суд, на котором ВКВС вновь приговорила Алксниса к 15 годам ИТЛ.
Срок Алкснис отбывал в Устьвымлаге. В декабре 1943 года В. В. Ульрих направил в Пленум Верховного Суда СССР протест по делу Яна Алксниса. 6 января 1944 года своим постановлением пленум вновь отменил приговор и направил дело на новое расследование со стадии предварительного следствия. В отношении же научных работ Алксниса в постановлении говорилось:

Алкснису инкриминировалось, что в своей практической педагогической работе и в литературных трудах он протаскивал отдельные вражеские установки; однако, вновь созданная экспертная комиссия констатировала лишь устарелость отдельных взглядов Алксниса, указав при этом и на ряд его правильных установок— 
Однако, вскоре выяснилось, что именно в декабре 1943, а именно 22 числа, Алкснис скончался.
21 марта 1944 дело в отношении Алксниса было прекращено за смертью обвиняемого.
Реабилитирован 24 августа 1956 года.

## Труды
- «Милиционное строительство» (1925)
- «О характере будущей мобилизации буржуазных армий» (1927)
- «Начальный период войны» (1929)
- «Основы мобилизации РККА». — М.: АГШ, 1937.

## Награды
- Орден Красного Знамени (20.02.1928[4])
- Орден Красной Звезды
- Медаль «XX лет Рабоче-Крестьянской Красной Армии»

## Исторические источники
- Алкснис Э. Я. Большой террор в малом масштабе // Воля : альманах  / Гл. ред. Виленский С. С.. — М.: Возвращение, 2008. — Вып. 10. — С. 342—367. — ISBN 978-5-7157-0218-0.